# Agente J
L'agente J, detto anche Jay o semplicemente J, è un personaggio immaginario dell'universo dei Men in Black e uno dei due protagonisti della saga cinematografica dei Men in Black, assieme all'agente K.
Il suo nome per intero è James Darrell Edwards III, ed è uno dei due MiB protagonisti della saga. Prima di entrare a far parte degli uomini in nero era un agente del NYPD.
Nei film l'agente J è interpretato da Will Smith mentre nella serie animata è doppiato da Keith Diamond. In italiano il personaggio è sempre doppiato da Sandro Acerbo.
Nei fumetti a cui il primo film è stato preso come ispirazione J è di razza caucasica, mentre nei film è afroamericano.

## Biografia del personaggio

### Antefatti
Non si conosce molto della vita di James Edwards III prima della saga cinematografica. Suo padre, il colonnello James Edwards Jr., era il responsabile della sicurezza del John F. Kennedy Space Center durante il lancio dell'Apollo 11 e, il 16 luglio 1969, venne ucciso da Boris l'animale dopo aver aiutato l'agente K a fermare la serie di eventi che avrebbe portato alla morte dello stesso e all'invasione della Terra da parte dei Bogloditi.
Nonostante il bambino assista all'omicidio paterno, K provvede a cancellargli la memoria tramite neuralizzatore, motivo per cui cresce senza un'idea chiara del perché suo padre non fosse mai stato presente. Il solo ricordo del genitore che rimase a James è il suo orologio da tasca.
Crescendo James diventa un brillante e tenace poliziotto presso il dipartimento di polizia di New York e mantiene tale professione fino al 1997.

### Men in Black
Nel primo lungometraggio, James scopre la vita aliena sulla Terra dopo aver inseguito a piedi per svariati isolati un ladro ed aver notato le sue sovrumane capacità fisiche ed il fatto che possedesse armi non convenzionali e due paia di palpebre. Impressionato dalle sue prestazioni e capacità intuitive, l'agente K pur cancellandogli la memoria sull'accaduto, decide di lasciargli un biglietto da visita per la sede dei MiB e sottoporre la sua candidatura come agente.
Sebbene inizialmente sospettoso, J decide di accettare ed unirsi all'organizzazione, la sua identità ed esistenza vengono dunque cancellate da qualsiasi registro governativo ed incomincia ad operare sotto la guida del burbero K. L'atteggiamento positivo ed irriverente di J porta una forte dose di comicità all'interno dell'asettica organizzazione.
Dopo aver completato con successo una missione volta ad impedire ad una Piattola di lasciare la Terra con una piccola fonte di energia illimitata chiamata Galassia rischiando di far scoppiare un incidente diplomatico con gli Arquilliani, K decide di smettere l'abito scuro e rivela a J che non l'ha addestrato per assisterlo ma per sostituirlo, quindi gli chiede di essere neuralizzato per poter tornare alla vita civile, richiesta che J soddisfa.
Il nuovo partner del ragazzo diventa dunque il medico legale che aveva assistito J e K nella battaglia contro la Piattola, la dottoressa Lauren Weaver, nome in codice: agente L.

### Men in Black II
Nel corso degli anni, J diventa un superbo ed estremamente rispettato agente, ma L ritorna alla sua vecchia carriera di coroner poiché incapace di reggere la vita dei MiB. Tutti gli agenti novizi assegnatigli in seguito si rivelano incompatibili con J, tanto che questi si fa la fama di neuralizzare tutti i suoi nuovi partner.
Nel luglio 2002, all'inizio del secondo film, il suo partner è l'agente T, ma a seguito di una missione fallita, lo interroga sui motivi del suo ingresso nell'organizzazione e, quando questi risponde che voleva essere un eroe, J lo neuralizza poiché il suo desiderio è incompatibile con la natura anonima dell'organizzazione. Esasperato, Z, il direttore dei MiB, arriva ad assegnargli temporaneamente come partner Frank il carlino.
Nel momento in cui sulla Terra giunge la pericolosa aliena Kylotiana, Serleena, intenzionata a distruggere il pianeta pur di mettere le mani su di un artefatto denominato Luce di Zartha la sicurezza della Terra si ritrova sull'orlo della catastrofe. Essendo K l'unico a sapere cosa sia tale oggetto, J viene autorizzato a de-neuralizzare il vecchio mentore, il quale successivamente rivela che la Luce altri non è che Laura Vasquez, testimone oculare di un delitto alieno in realtà discendente dalla regina Zarthiana, e dunque l'unica in grado di guidare il suo popolo portandogli la luce. A malincuore i due agenti fanno tornare la ragazza su Zartha, sebbene J ne fosse innamorato e K il presunto padre.
Successivamente alla partenza di Laura, J e K abbattono Serleena a colpi d'arma laser e tornano a lavorare assieme come partner.

### Men in Black 3
Nel terzo film, datato 2012, a seguito della morte di Z è O, vecchia fiamma di K, ad assumere la carica di capo dei MiB; parallelamente a ciò, il criminale intergalattico Boris "l'animale" fugge dal carcere di LunarMax e torna indietro nel tempo fino al 1969 con l'intento di uccidere K prima che questi lo arresti, gli amputi un braccio e attivi ArcNet, una barriera capace di allontanare per sempre dalla Terra la sua specie, i Bogloditi.
Nel momento in cui la storia viene riscritta, curiosamente, J è l'unico a conservare memorie di K e torna indietro nel tempo fino al '69 per salvare il compagno. Qui collabora con la controparte giovane di questi al fine di attivare la barriera ed uccidere Boris, inizialmente il giovane K è convinto che J sia una spia aliena e decide di neuralizzarlo ma dopo che K gli rivela chi è, la sua missione e che cosa succederebbe se lo neuralizzasse, K gli crede e a quel punto vanno a cercare Boris, J è stupito di come il giovane K sia felice e aperto e totalmente in contrasto con l'adulto e scorbutico K con cui ha lavorato per anni, i due reclutano Griffin, un Arcaniano con la straordinaria facoltà di vedere tutti i possibili futuri, ultimo della sua specie, volendo evitare che la Terra faccia la stessa fine della sua razza, Griffin accetta di aiutarli a sconfiggere definitivamente Boris e rivela di avere la tecnologia ArcNet che può salvare il pianeta, sebbene il Boris del 1969 catturi Griffin, J e K riescono a metterlo K.O. e a salvare Griffin, tuttavia il Boris del 1969 fugge e si allea con il Boris del 2012. 
Il giorno del lancio dell'Apollo 11, il trio va in Florida per installare il sistema ArcNet intorno al pianeta Terra ma vengono ostacolati da dei poliziotti militari, tuttavia il colonnello gli permette di svolgere la loro missione dopo che Griffin ha usato i suoi poteri per fargli vedere quanto siano importanti J e K, dopo aver salutato affettuosamente Griffin che gli rivela che il giovane K non avrà alcun ricordo di lui quando tornerà alla sua epoca, J va con K a installare ArcNet, tuttavia i due sono ostacolati dal Boris del 2012 e il Boris del 1969, K viene messo in difficoltà, il Boris del 2012 tenta di ucciderlo sparandogli ma viene distratto ingegnosamente da J che lo fa arrabbiare chiamandolo "Boris l'Animale", Boris gli spara con le proprie lame ma J inverte il tempo facendoli tornare a due secondi prima che Boris gli sparasse, questa volta J riesce a schivare tutti i colpi di Boris avendoli memorizzati tutti e, furioso, sconfigge il Boglodita dandogli un pugno che lo fa cadere dal ponte facendolo atterrare e morire. Durante il decollo dell'aereo, K riesce a mettere ArcNet sull'aereo facendolo mettere intorno alla Terra con successo, a quel punto, mentre Io sta osservando da lontano, il Boris del 1969 uccide il colonnello, ma K, stavolta invece di arrestarlo, uccide definitivamente il Boglodita e J a quel punto scopre che K era sempre stato lì a vigilare su di lui anche se lui non lo sapeva e che gli ha sempre voluto molto più bene di quanto lui pensasse. 
Quindi a fine missione J capisce il motivo del suo mantenimento mnemonico, ovvero la sua presenza sul posto al momento in cui la nuova linea temporale è nata.
Terminata la missione J ritorna al suo tempo, si ricongiunge con il partner e, comprendendo il motivo di molti dei segreti che questi gli ha tenuto negli anni, lo ringrazia, i due quindi si riconciliano e tornano ad essere amici preparandosi ad entrare in una nuova missione.

## Altri media
- Nella serie televisiva Men in Black, ipoteticamente collocata dopo il primo film, J riveste il ruolo di coprotagonista ed il suo partner è nuovamente K, che viene fatto ritornare dal suo "pensionamento", mentre L riveste il ruolo di medico dell'organizzazione. Dopo l'uscita del secondo film la serie è da considerare non-canonica.
- J è un personaggio giocabile nei primi tre videogiochi ispirati alla serie: Men in Black: The Game, Men in Black - The Series: Crashdown e Men in Black II: Alien Escape.